# Gradenigo-Syndrom

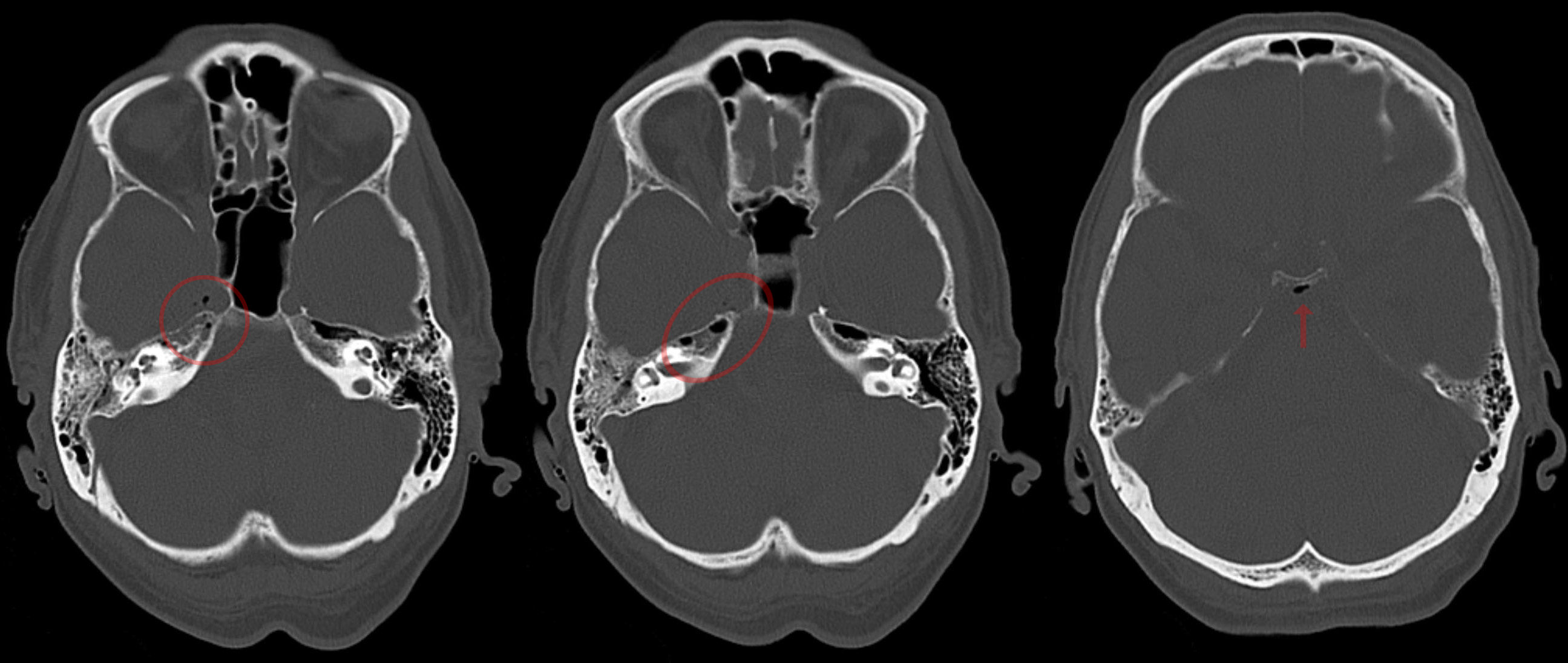
Computertomographie einer Petrositis. Man erkennt als Komplikation Gas (schwarze Flecken) im angrenzenden Schädelinneren

Das Gradenigo-Syndrom (Syn. Lannois-Gradenigo-Syndrom, Pyramidenspitzensyndrom, englisch Gradenigo’s triad) ist Folge einer infektiösen Entzündung der Zellen der Felsenbeinpyramide (Petrositis). Das Syndrom ist eine seltene Komplikation der akuten Mittelohrentzündung. Greift die Entzündung ins Schädelinnere über, verursacht sie durch ein kollaterales Ödem oder entzündliche Infiltration eine Schädigung der benachbarten Hirnnerven mit folgenden Symptomen (Gradenigo-Trias):
- Starke Schmerzen hinter dem Auge und im Gesicht, dem Versorgungsgebiet des Nervus trigeminus (V. Hirnnerv)
- Doppelbilder durch Lähmungen der Augenmuskeln, die vom Nervus oculomotorius (III. Hirnnerv) und vom Nervus abducens (VI. Hirnnerv) versorgt werden
- Mittelohrentzündung mit eitrigem Ausfluss aus dem Ohr

Der italienische Ohrenarzt Giuseppe Gradenigo (1859–1926) beschrieb die Erkrankung erstmals im Jahr 1904.